# 가상칠언 (하이든)
《십자가 위의 일곱 말씀》(독일어: Die sieben letzten Worte unseres Erlösers am Kreuze)은 요제프 하이든의 오케스트라 작품으로, 1786년 스페인 카디스에 있는 산타 쿠에바 오라토리오에서 성금요일 예배를 위해 의뢰되었다. 1787년에 출판되어 그 후 파리, 로마, 베를린, 비엔나에서 연주된 작곡가는 1787년 현악 4중주를 위해 그것을 개작했고 같은 해 피아노 독주 버전을 승인했으며 마침내 1796년 오라토리오 (솔로와 합창 성대)로도 만들어졌다.
7개의 주요 묵상 부분은 예수께서 십자가에 못 박히실 때 하신 7가지 표현에 기반을 두고 있다. 7개의 섹션은 "소나타"로 표시되며 모두 느리다. 느린 서주와 빠른 "지진" 결론으로 구성되어 총 9개의 악장으로 구성되어 있다.

## 참고 자료
- Geiringer, Karl and Irene Geiringer, Irene (1982). Haydn: A Creative Life in Music (3rd ed.). University of California Press.
- Gotwals, Vernon, translator and editor. Haydn: Two Contemporary Portraits. Milwaukee: University of Wisconsin Press.
- Temperley, Nicholas (1991) Haydn, The Creation. Cambridge University Press. ISBN 0-521-37865-6.
- Townsend, Pauline (1884) Joseph Haydn. S. Low, Marston, Searle & Rivington (online - 구글 도서).